# 김재구 (축구인)
김재구(한국 한자: 金在九, 1977년 3월 12일 ~ )는 대한민국의 전 축구 선수이며, 포지션은 수비수였다.